# Albița
Albița is een dorp in het oosten van Roemenië in het district Vaslui. Het dorp ligt aan de rivier Proet en de grens van Moldavië. Aan de andere kant van de rivier ligt het Moldavische dorp Leușeni. De voor Albița belangrijke Europese weg 581 loopt door Albița en verbindt het dorp met Chisinau, Huși, Bârlad en Tecuci. In de toekomst zal hier de A5 lopen, die het dorp zal verbinden met Focșani, Ploiești en via de Autostrada Transilvania ook Boekarest.